# Lavedan

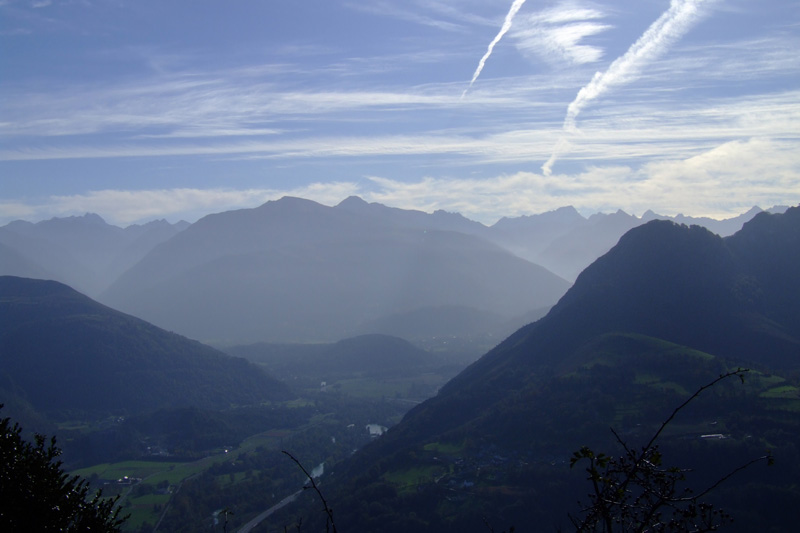
Veduta generale del Lavedan, dal pic du Jer

Il Lavedan, detto anche valli delle Gaves è una regione naturale montagnosa della Francia, comprendente sette valli situate nel dipartimento degli Alti Pirenei a monte della città di Lourdes. Storicamente fa parte della provincia della Guascogna, in particolare della contea di Bigorre.
Le valli che compongono la regione sono: la Vath Surguèra, l'estrem de Castèth-lobon, l'estrem de Sala o Estrèm de Salles, la val d'Azun, il Davant-Aiga, l'arribèra de Sent Savin, la valle di Barèja (detta Pays Toy).
Geograficamente la regione corrisponde al bacino della Gave de Pau a monte di Lourdes, comprendendo le vallate in cui scorrono i suoi affluenti Gave de Gavarnie, Gave de Cauterets e Gave d'Azun.